# Marco da Montegallo
Marcos de Montegallo ou Marco dal Monte Santa Maria (Fonditore di Montegallo, 1425 – † Vicenza, 19 de Março de 1496) foi médico, monge franciscano e humanista italiano. Pertenceu à Ordem dos Frades Menores e fundou diversas casas de penhores destinadas a aliviar a miséria dos mais necessitados, na região de Marche e na região de Vicenza. 
Foi proclamado beato pela Igreja Católica e é celebrado no dia 19 de março. Estudou nas universidades de Perugia e Bolonha, onde se formou Doutor em Direito e Medicina. 

## Biografia

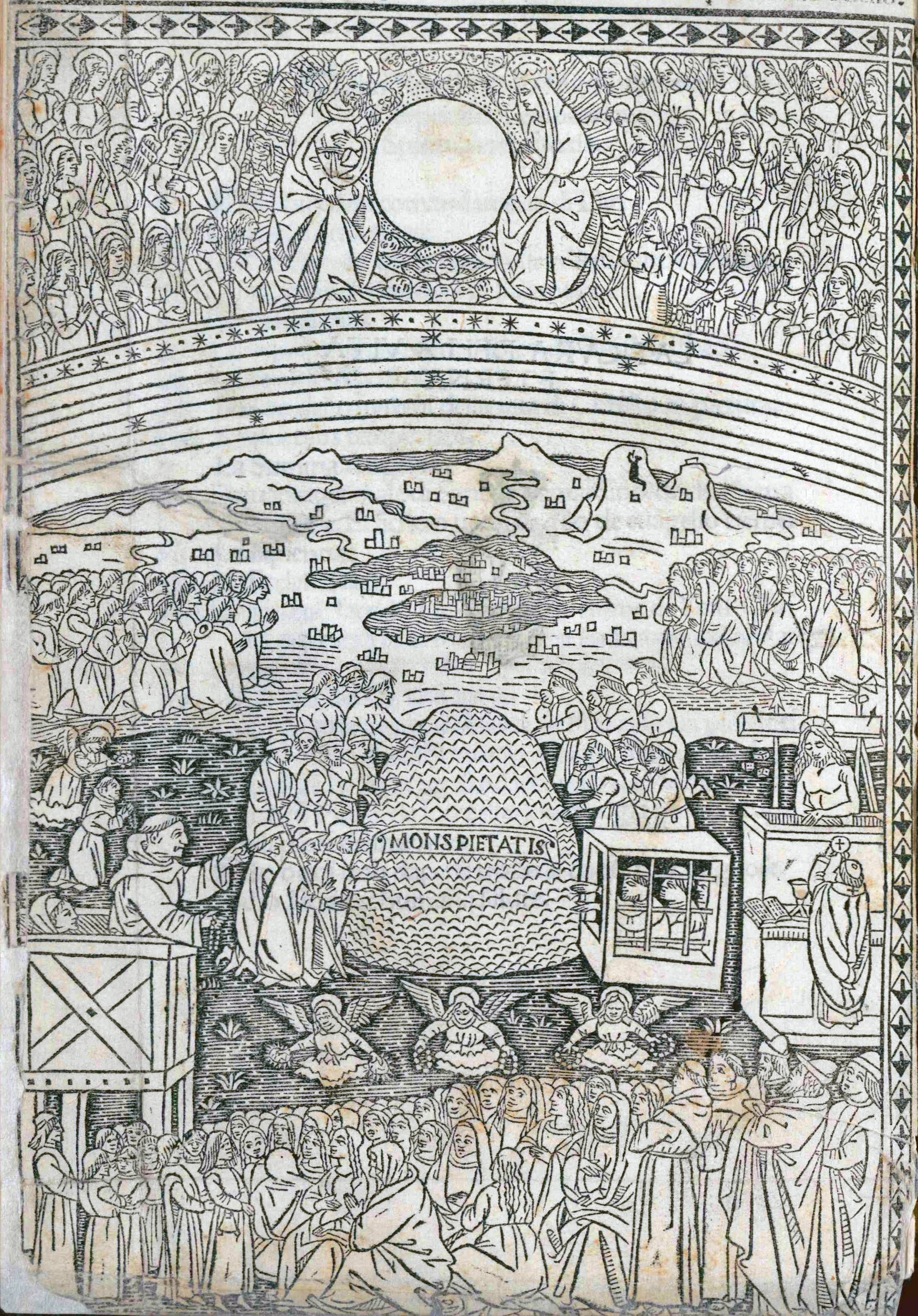
Tabula della salute, 1494

Foi ativo como doutor em Medicina em Áscoli, a partir de 1448. 
A pedido de seu pai, casou em 1451, com Chiara de' Tibaldeschi, mulher nobre com quem viveu em continência.
Com a morte de seu pai no ano seguinte, Chiara entrou para o convento das Clarissas em Áscoli, e ele ingressou no Convento dos Eremitas de Valdissaso, perto de Fabriano. Em 1454-55, tornou-se guardião do convento de Santa Maria di San Severino, onde começou a missão de pregador, sob a orientação de Giacomo della Marca (1393-1476), exercendo também o papel de pacificador em Áscoli, Camerino, Fabriano e outros lugares.
Aí se envolveu na luta contra a usura e se tornou um dos mais ardorosos propagadores da caridade conhecidas sob o nome de Montes Pietatis. Essas instituições foram estabelecidas em Fabriano (1470), Fano (1471), Arcevia (1483), Vicenza (1486) além de ajudar na reorganização dessa instituição em Fermo (1478). 
Em 1480, juntamente com outros companheiros, foi nomeado pregador e coletor para a Cruzada, em nome do Papa Sixto IV. Foi também diretor espiritual da clarissa pobre Camilla Batista Varano
Morreu em 19 de Março de 1496, enquanto pregava durante a Quaresma, em Vicenza.
Foi sepultado na Igreja de San Biaggio Vecchio. O local de seu sepultamento foi motivo de culto e processo de canonização. A confirmação oficial para seu culto, bem como para sua beatificação foi dada em 20 de Setembro de 1839 pelo Papa Gregório XVI. Pouco depois de sua morte, vários hinos foram compostos para sua comemoração litúrgica.
A sua Tábua da Saúde Humana é constituída de quinze capítulos sobre artigos de fé, obras de caridade, tratando especialmente sobre as Montes Pietatis, conselhos para o bem-estar da alma, descrições sobre a vida eterna, etc. O livro também incluía uma lista de obras necessárias para aqueles que desejavam viver uma vida verdadeiramente cristã.

## Obras

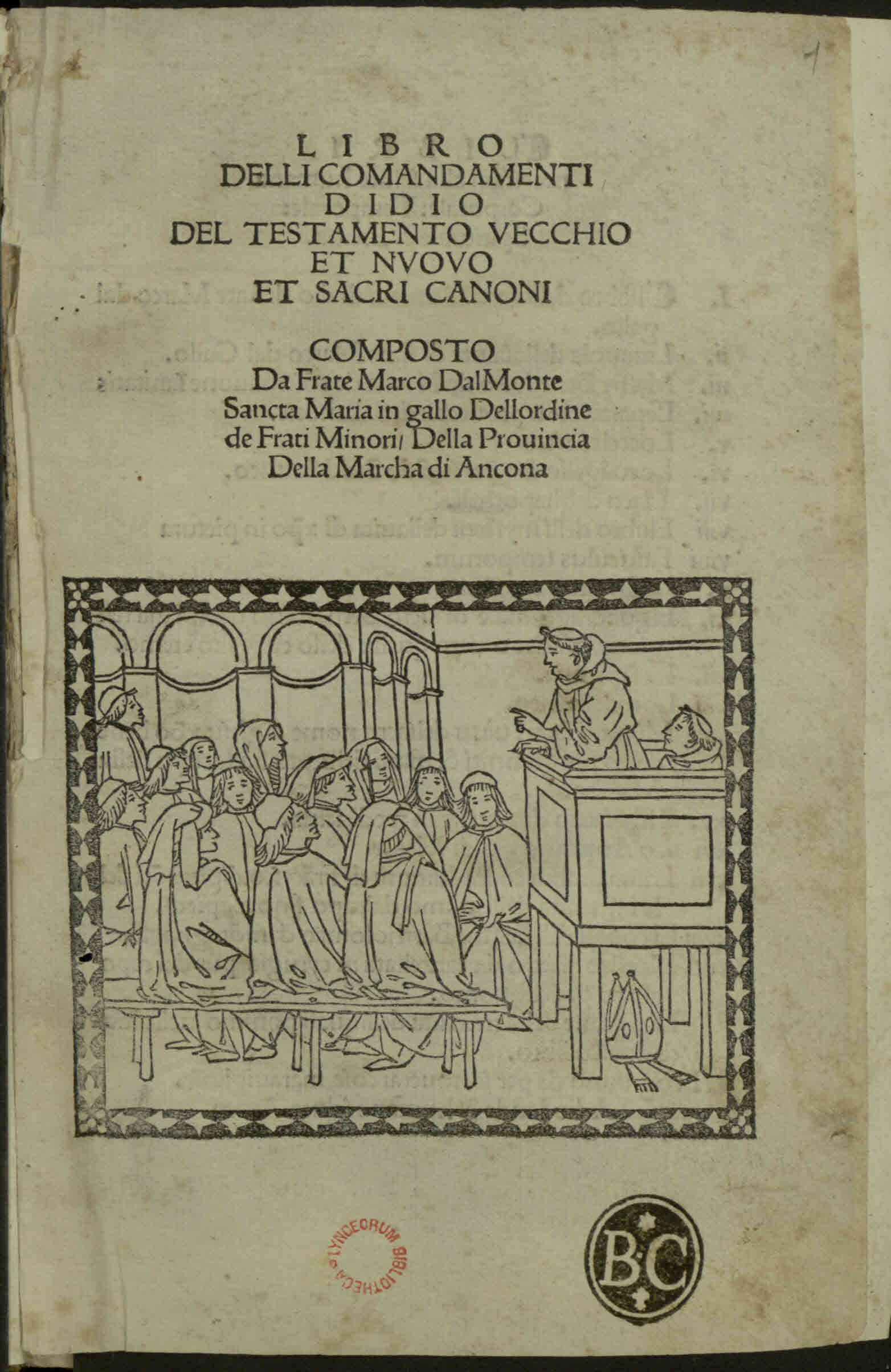
Libro dei comandamenti di Dio, 1494

- La Tavola della Salvezza, 1494 (A Tábua da Salvação)
- Tabula de la salute humana, corporale, temporale, spirituale et eterna (Veneza: Nicolò Balaguer, 1486 & Florence: Antonio Miscomini, 1494).
- Libro delli comandamenti di Dio del Testamento Vecchio, 1494
- Corona de la gloriosa Vergene Madre Maria